# Bombyx du pin
Dendrolimus pini
Espèce
Le Bombyx du pin, Dendrolimus pini, est une espèce d'insectes lépidoptères appartenant à la famille des Lasiocampidae.

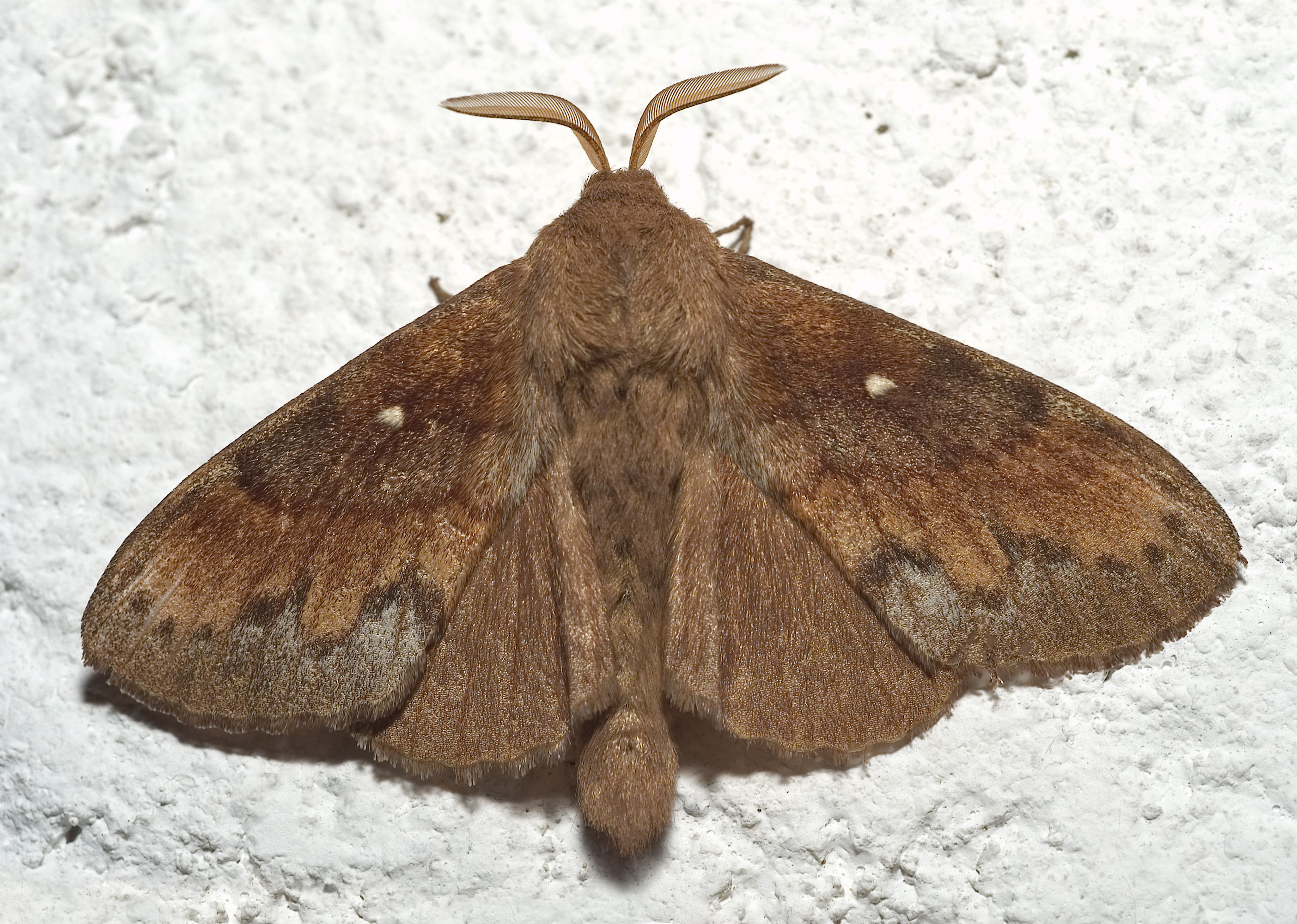
Bombyx du pin in vivo

- Répartition : toute l'Europe à la région du lac Baïkal en Asie, jusqu'à 1 500 m d'altitude.
- Envergure : 5 à 8 cm[1]
- Envergure du mâle : de 23 à 30 mm.
- Période de vol : de juin à septembre en une génération.
- Habitat : forêts.
- Plantes-hôtes : Pinus et Abies.

Comme toutes les espèces de papillons, ce bombyx est en voie de régression, mais il était autrefois considéré comme nuisible pour les plantations de pins.

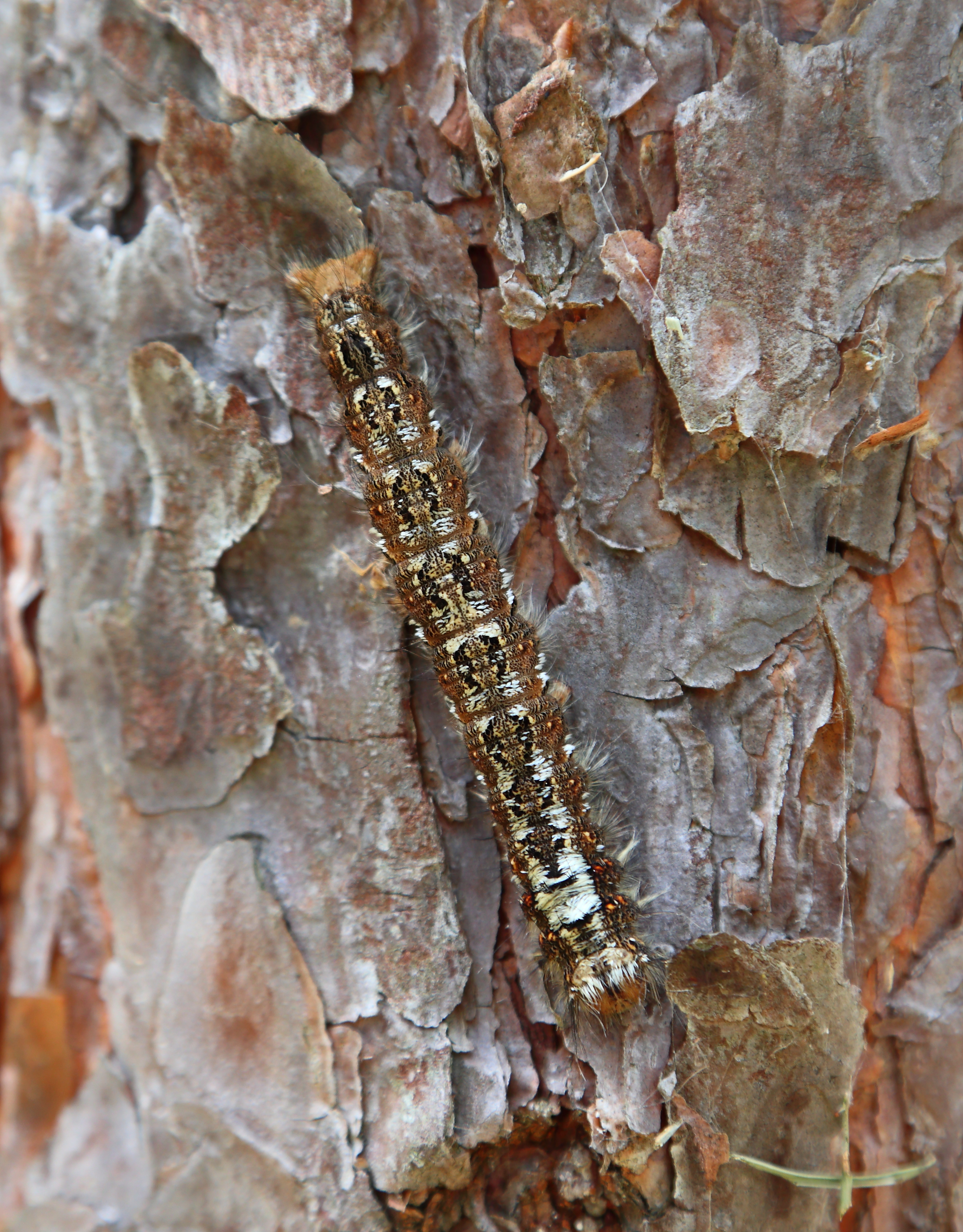
Chenille du Bombyx du pin

L’entomologiste français J. Macquart le décrivait en 1851 comme suit : les chenilles qui éclosent au mois d'août se répandent  sur le feuillage et le rongent jusqu'au mois de novembre. Alors, arrivées à la moitié de leur développement, elles se retirent sous la mousse au pied des arbres. Au retour du printemps, elles remontent sur les pins et recommencent leurs ravages jusqu'au mois de juin, époque à laquelle elles se filent un cocon très solide, et passent à l'état de chrysalide.
J. Macquart décrit aussi ce bombyx comme l'insecte le plus « nuisible » aux conifères : selon lui, la chenille peut dévaster des forêts entières de haute futaie : « Cette espèce se propage quelquefois au point qu'elle exerce des dévastations immenses et qu'elle exige les moyens de destruction les plus énergiques. En Allemagne, on a recours à l'incendie de grandes futaies pour sauver des forêts entières. On rassemble des amas de branchages du côté d'où vient le vent et l'on y met le feu. Du côté opposé, on fait de larges abattis pour arrêter les flammes et l'on parvient ainsi à détruire le foyer le plus menaçant d'une funeste propagation pour l'année suivante. Quand le danger d'une irruption est moins grand, on se borne a creuser de petits canaux pour isoler les cantons intacts de ceux qui sont attaqués, ces chenilles ne peuvent franchir ces barrières ».
Une hypothèse qu'il évoque indirectement à propos du hanneton  (dont d'importantes pullulations étaient constatées à cette époque) pourrait être que le recul des sangliers qui pouvait consommer sa chenille en hiver, aurait pu favoriser la pullulation de cette espèce.
Sans employer les mots "lutte intégrée", ou lutte biologique,  expressions qui n'existaient pas à cette époque, il précise toutefois que la meilleure solution reste de faire appel aux insectes parasites des insectes nuisibles « qui se développent dans leurs flancs, s'alimentent de leur substance et les font périr d'épuisement.  Plusieurs grandes familles sont spécialement chargées de  cette importante mission : telles sont surtout les Ichneumonidés parmi les Hyménoptères et les Tachinaires parmi les Diptères » (...) « On a employé en Allemagne un moyen artificiel pour atteindre plus promptement ce but : c'est de transporter dans les forêts infestées de chenilles des paniers contenant des chrysalides, des chenilles  ou des œufs de papillons, piqués par des Ichneumons ; la génération  parasite qui en provient ne tarde pas à se répandre et à remplir sa destination ».